# Kipstraat (Brugge)

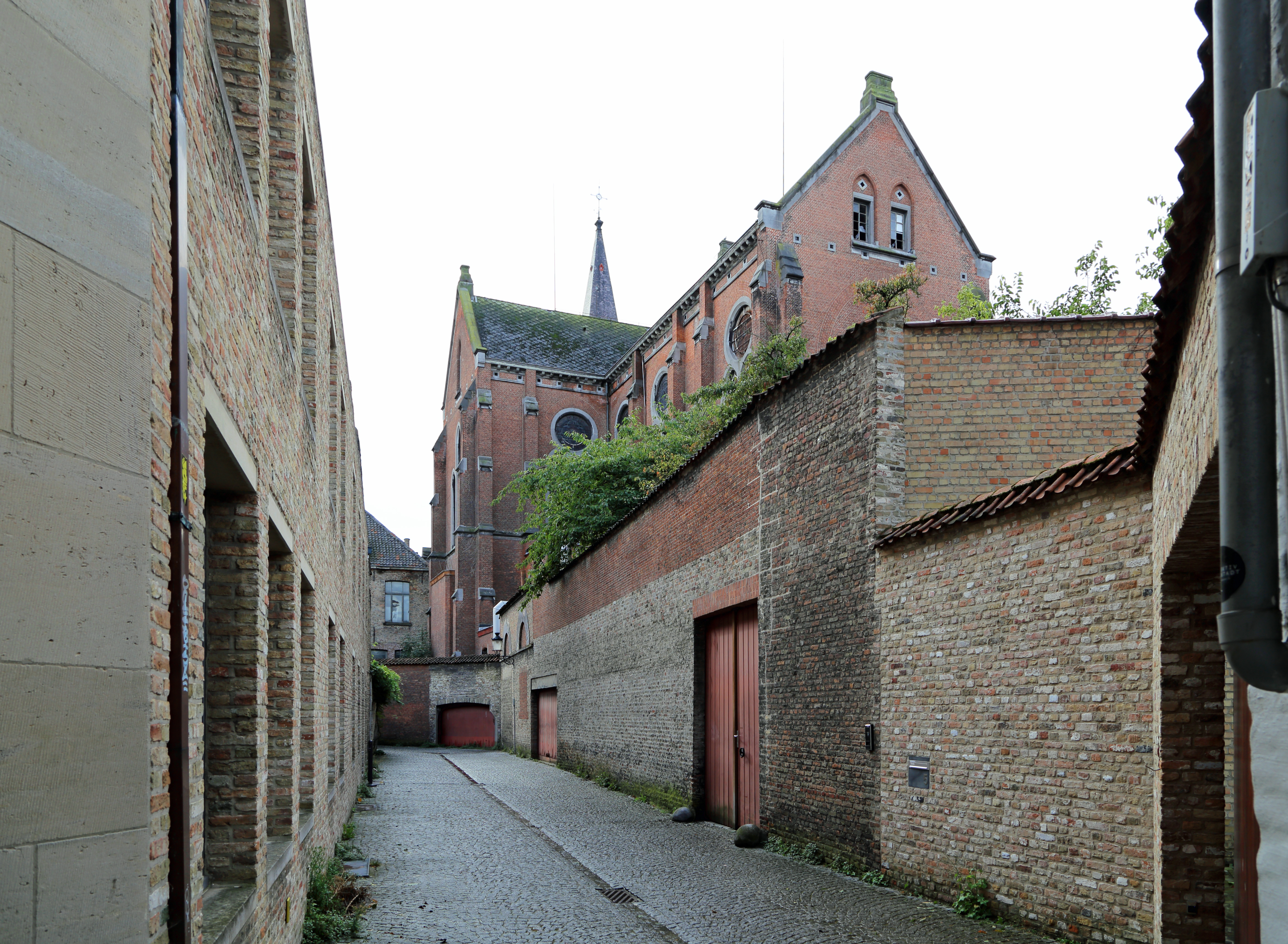
De Kipstraat in westelijke richting gezien

De Kipstraat is een straat in Brugge.

## Beschrijving
Het gaat om een steeg die wellicht zeer lang geen naam heeft gehad. Pas in 1830 is er een vermelding te vinden van de Kipstraat - Rue de la Poule. Het was misschien voordien geen openbare weg, maar geïntegreerd in een daar bestaande eigendom. Niemand heeft tot hiertoe een uitleg voor deze naam gevonden.
De Kipstraat loopt van de Vlamingstraat naar de Spanjaardstraat.